# 1972年夏季奧林匹克運動會跳水比賽
1972年夏季奧林匹克運動會的跳水比賽由1972年8月27日至9月4日進行，為期9天（8月31日為休息日）；賽事設有男女子的3米彈板及10米高台四個項目，決出金、銀、銅牌各四面。
本屆比賽共有來自25個國家的91名跳水運動員參與，當中包括50男、41女。在眾多選手中，年齡最小的是奧地利的尼基·斯塔伊科维奇，年僅13歲又187日；而年齡最大的則是西德的克劳斯·孔索尔，時年31歲又347日。
最終，自1920年代起一直壟斷此項運動的美國隊，在本屆賽事只能奪得一金、一銀、一銅的成績，與意大利並列獎牌榜第一名。在個別運動員方面，意大利的克劳斯·迪比亚西成功贏得男子10米高台金牌，成為唯一的衛冕者；瑞典的乌尔丽卡·克纳普則贏得一金一銀，成為本屆賽事的最大贏家。

## 參賽國家及運動員人數
以下為派員參加跳水比賽的國家代表隊（按隊伍英文名稱序），括號內顯示該隊的參賽運動員人數：

| - （3） - 奥地利（4） - 加拿大（8） - 哥伦比亚（2） - 捷克斯洛伐克（1） - 东德（7） - 芬兰（2） - 法国（3） - 英国（8） | - 印度尼西亚（1） - 意大利（2） - 牙买加（1） - 日本（3） - 墨西哥（4） - 荷兰（2） - 挪威（1） - 波兰（3） - 波多黎各（1） | - 罗马尼亚（3） - 苏联（9） - 西班牙（2） - 瑞典（2） - 瑞士（1） - 美国（8） - 西德（9） |

## 國家獎牌榜
| 排名   | 国家／地区   | 金牌 | 银牌 | 铜牌 | 總數 |
| ------ | ------------ | ---- | ---- | ---- | ---- |
| 1      | 美国         | 1    | 1    | 1    | 3    |
| 1      | 意大利       | 1    | 1    | 1    | 3    |
| 3      | 瑞典         | 1    | 1    | 0    | 2    |
| 4      | 苏联         | 1    | 0    | 0    | 1    |
| 5      | 捷克斯洛伐克 | 0    | 1    | 0    | 1    |
| 6      | 东德         | 0    | 0    | 2    | 2    |
| 總計： | 總計：       | 4    | 4    | 4    | 12   |

## 項目優勝者

### 男子
| 項目                 | 金牌                      | 金牌   | 银牌                      | 银牌   | 铜牌                      | 铜牌   |
| 男子3米彈板（詳細）  | 弗拉基米尔·瓦辛（苏联）   | 594.09 | 乔吉奥·卡尼奥托（意大利） | 591.63 | 克雷格·林肯（美国）       | 577.29 |
| 男子10米高台（詳細） | 克劳斯·迪比亚西（意大利） | 504.12 | 理查德·赖兹（美国）       | 480.75 | 乔吉奥·卡尼奥托（意大利） | 475.83 |

### 女子
| 項目                 | 金牌                    | 金牌   | 银牌                            | 银牌   | 铜牌                  | 铜牌   |
| 女子3米彈板（詳細）  | 米基·金（美国）         | 450.03 | 乌尔丽卡·克纳普（瑞典）         | 434.19 | 玛丽娜·雅尼克（东德） | 430.92 |
| 女子10米高台（詳細） | 乌尔丽卡·克纳普（瑞典） | 390.00 | 米莱娜·杜奇科娃（捷克斯洛伐克） | 370.92 | 玛丽娜·雅尼克（东德） | 360.54 |